# Museu Memorial de Guerra d'Auckland
El Museu Memorial de Guerra d'Auckland (Auckland War Memorial Museum) és un dels museus més importants de Nova Zelanda. Les seves col·leccions se centren principalment en la història de Nova Zelanda, i més concretament en la de la regió d'Auckland, tant en la seva història natural com militar.

## Història
Inaugurat 28 de novembre de 1929, al districte de Grafton, el museu està situat actualment en un dels edificis més destacats de la ciutat d'Auckland, construït l'any 1960 en estil neoclàssic, sobre un túmul d'origen volcànic, al parc Auckland Domain.

## Cenotafi

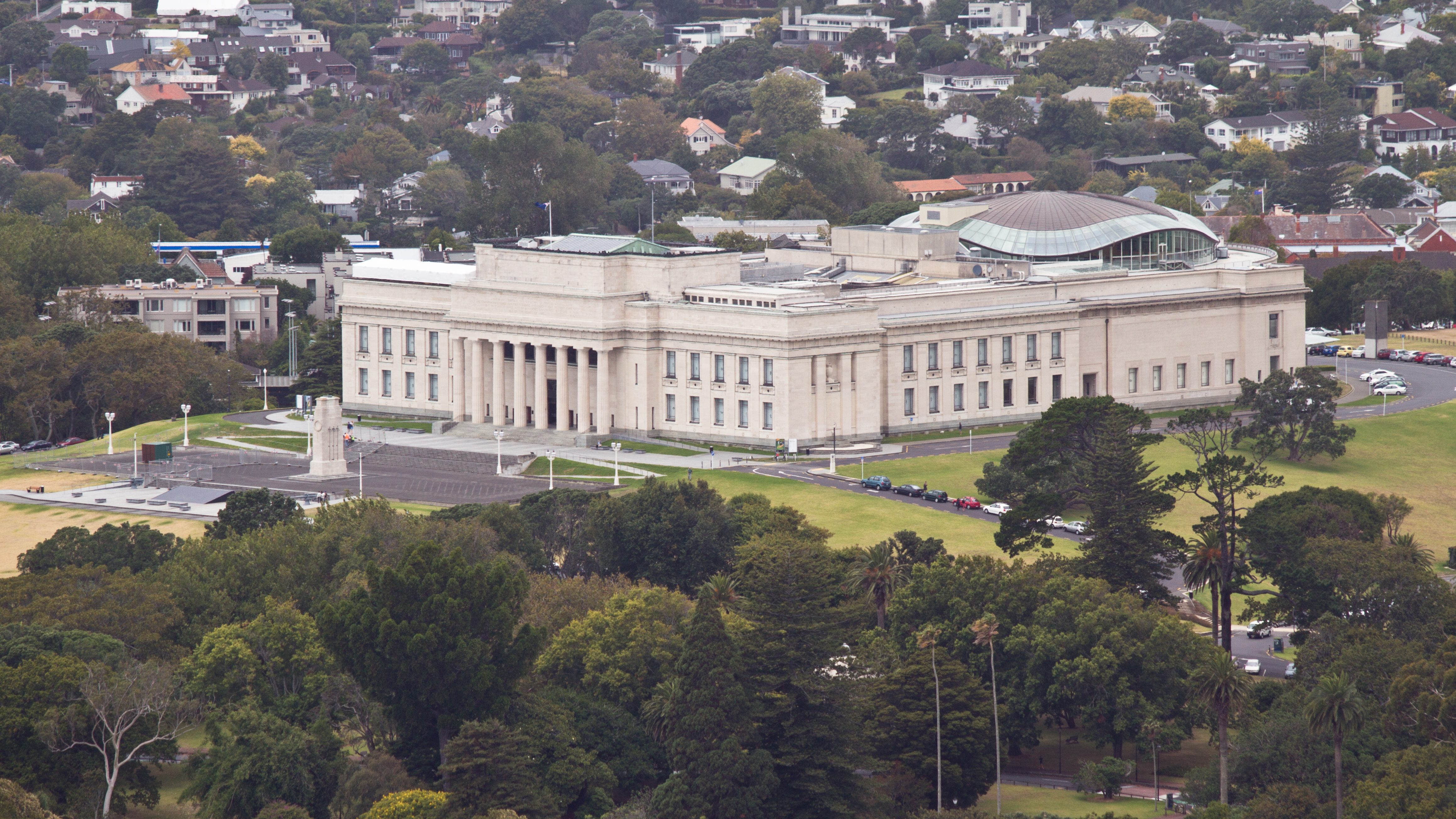
El museu vist des de la Sky Tower, amb vista a la recent cúpula de coure.

El cenotafi s'aixeca davant del museu en memòria dels neozelandesos morts a la Primera Guerra Mundial. Està inspirat en el cenotafi de Londres. Aquest monument també ret homenatge als soldats neozelandesos que van morir durant la Segona Guerra Mundial i altres conflictes del segle xx.

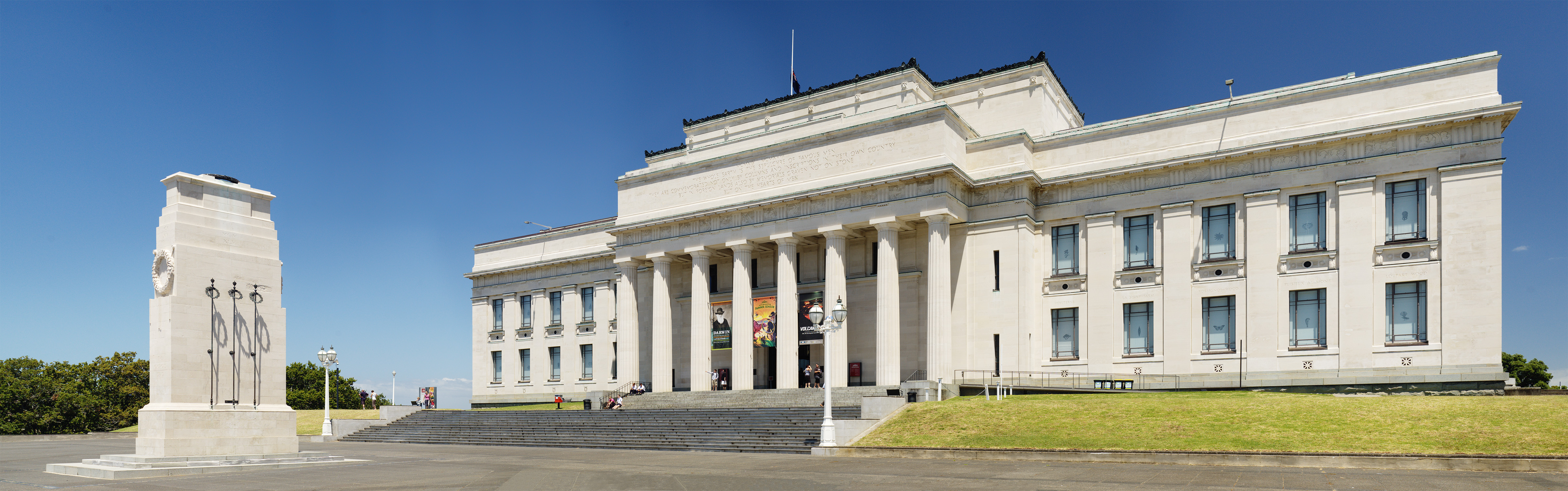
Vista panoràmica de la façana del museu i del Cenotafi.